# Empecamenta pilifera
Empecamenta pilifera är en skalbaggsart som beskrevs av Brenske 1895. Empecamenta pilifera ingår i släktet Empecamenta och familjen Melolonthidae. Inga underarter finns listade i Catalogue of Life.